# (73763) 1994 LQ1
1994 أل كيو 1 (ويعرف أيضًا باسم (73763) 1994 أل كيو 1 وفق تسمية الكوكب الصغير) (بالإنجليزية: 1994 LQ1)‏ هو كويكب ضمن حزام الكويكبات؛ وترتيبه 73763 من حيث الاكتشاف.
اكتُشف هذا الجُرم الفلكي بواسطة سبيس واتش في 2 يونيو 1994.

## وصلات خارجية
- (73763) 1994 LQ1 في قاعدة بيانات مختبر الدفع النفاث لأجرام النظام الشمسي الصغيرة

- الاكتشاف · مخطط المدار ·  العناصر المدارية · المعلمات المادية

- (73763) 1994 LQ1 على موقع ويكي سكاي: DSS2, SDSS, GALEX, IRAS, Hydrogen α, X-Ray, Astrophoto, Sky Map, Articles and images